# Лизофосфатидная кислота
Лизофосфатидная кислота (ЛФК) — фосфолипидное производное, действующее как липидная сигнальная молекула. Это липидный медиатор нескольких рецепторов из семейства GPCR, играющий роль в поддержании гомеостаза многих физиологических функций и участвующий в развитии различных патологических процессов.

## Функции
Лизофосфатидная кислота является потенциальным митогеном благодаря своей способности активировать три высокоаффинных рецептора, сопряжённые с G-белком: LPAR1, LPAR2 и LPAR3. Кроме этого, были также идентифицированы дополнительные рецепторы лизофосфатидной кислоты LPAR4 (P2RY9, GPR23), LPAR5 (GPR92) и LPAR6 (P2RY5,GPR87).

## Клиническое значение
Из-за способности лизофосфатидной кислоты стимулировать клеточную пролиферацию, опосредованные ей сигнальные пути были связаны с опухолеобразованием. Нарушение регуляции фермента аутотаксина (ENPP2), участвующего в образовании лизофосфатидной кислоты из фосфолипидов, и рецепторов лизофосфатидной кислоты может приводить к гиперпролиферации, способной вызвать онкогенез и метастазирование.

## Активация ГТФазы
Стимуляция рецепторов лизофосфатидной кислоты активирует «малые» G-белки семейства клеточных сигнальных белков Rho ГТФазы, которые, в свою очередь, активируют Rho-ассоциированные протеинкиназы. Это приводит к формированию стрессовых микрофиламентов и клеточной миграции за счёт ингибирования фосфатазы лёгких цепей миозина.

## Метаболизм
Существует несколько возможных путей образования лизофосфатидной кислоты. Наиболее изученным является действие лизофосфолипазы D аутотаксина, который убирает холиновую группу из лизофосфатидилхолина:

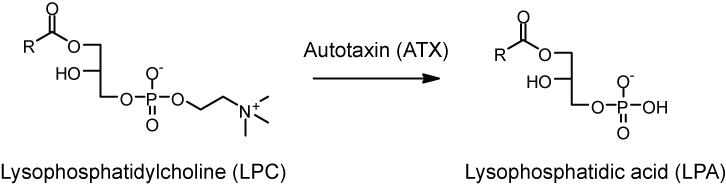
Биосинтез лизофосфатидной кислоты из лизофосфатидилхолина под действием аутотаксина

Кроме этого, лизофосфатидная кислота является промежуточным веществом при синтезе фосфатидной кислоты.